# Stadshypotek
Stadshypotek AB är ett kreditmarknadsbolag med verksamhet inriktad på finansiering av bostäder samt kontors- och affärshus i Sverige. Stadshypotek ingår som ett helägt dotterbolag i Handelsbankskoncernen och all utlåning sker genom Handelsbankens kontorsnät. Huvudkontoret återfinns på Torsgatan 12 i Stockholm.

## Historia
Stadshypoteksrörelsen växte fram vid mitten av 1800-talet. På 1860-talet bildades stadshypoteksföreningar i vissa städer och senare tillkom en stadshypotekskassa. Kassan hanterade upplåningen genom att ge ut obligationer medan föreningarna svarade för utlåningen till fastighetsägarna. Efter ett riksdagsbeslut 1992 slogs kassan och föreningarna samman i Stadshypotek AB. Aktierna i bolaget fördelades mellan låntagarna och staten. Svenska Handelsbanken köpte statens andel och förvärvade hela bolaget i början av 1997.